# Pseudicius elmenteitae
Pseudicius elmenteitae là một loài nhện trong họ Salticidae.
Loài này thuộc chi Pseudicius. Pseudicius elmenteitae được Lodovico di Caporiacco miêu tả năm 1949.